# Anika Reuterswärd
Anika Reuterswärd Enser, född Grönwall 21 maj 1936 i Stockholm, är en svensk inredningsarkitektSIR/MSA
Reuterswärd, som är dotter till arkitekten/SAR Ernst Grönwall och Margit Magnusson, utexaminerades från Högre Konstindustriella Skolan 1963. Hon var konsult och inredningsjournalist/stylist på Tidningen Femina, Allers Förlag 1969–1979, Tidningen Sköna Hem, Bonniers Månadstidningar 1979–1995, utställningsarkitekt på Läckö slott 1984, möbelformgivare åt Fogia från 1988, för MiO 1990-94 samt konsult och inredningsjournalist på Elle Interiör och Hachette Sverige från 1995. Hon har formgivit tapeter och tyger för Ikea Duro, tyger för Tampella, glas och porslin för Ikea samt möbler för Fogia.
Hon var gift första gången med fil. kand. Jan W. Mattsson, andra gången med arkitekten Per Reuterswärd och är tredje gången gift med civilingenjören Mats Enser.